# 橘ひなた
橘 ひなた（たちばな ひなた、1990年8月12日 - ）は、日本のAV女優。橘名義時代はマークスジャパン所属。AV女優専門キャバクラ「RedDragon」にも在籍していた。

## 略歴
初体験は15歳。AVデビュー前は、コスプレ喫茶で働いていた。2009年11月12日、プレステージより『Can College 54』でAVデビューした。
2011年4月、ファン投票でメンバーが選出されたAV女優13名からなるグループ「One For All Twenty-One（OFA21）」の一員として、シングル「LOVE☆LIMIT〜卒業までのカウントダウン」でCDデビューした。
琥珀うた、大槻ひびきと「チームGEHIN」として活動している。
2013年4月までで、約300本のAV作品に出演

## 作品

### アダルトビデオ（撮りおろし作品のみ。大人数出演のオムニバス作品を除く）
| 2009年         | 2009年   | 2009年       | 2009年 | 2009年 |
| タイトル       | 発売日   | メーカー     | 備考   |        |
| -------------- | -------- | ------------ | ------ | ------ |
| Can College 54 | 11月12日 | プレステージ |        |        |
| スレンダー 09  | 12月18日 | プレステージ |        |        |

| 2010年 | 2010年   | 2010年             | 2010年 |
| タイトル | 発売日   | メーカー           | 備考   |
| --- | -------- | ------------------ | ------ |
| 素人娘、お貸しします。 Vol.19                                                                                           | 1月22日  | プレステージ       |        |
| 美大生 ひなたの美術家庭教師                                                                                             | 4月7日   | BeFree             |        |
| OLのアフター7シリーズ 14 ものすご～い顔射をされ不機嫌になる平成生まれの見習いOL 【大手IT系流通センターOL見習い3ヶ月目】 | 4月9日   | アップス           |        |
| 放課後わりきりバイト 23                                                                                                 | 4月16日  | S級素人            |        |
| 地元で有名な女子校生に中出し 3                                                                                          | 5月14日  | アップス           |        |
| エースを狙えっ! | 10月21日 | LADY×LADY          |        |
| パンツを盗まれたナース                                                                                                  | 11月4日  |                    |        |
| 「女の口は嘘をつく。」 雌女ANTHOLOGY #088                                                                               | 12月3日  | アウダースジャパン |        |
| 陵辱病棟 白衣の性奴隷                                                                                                   | 12月7日  | SODクリエイト      |        |
| 社内情事 美脚OL ひなた                                                                                                  | 12月13日 | 隼エージェンシー   |        |
| 美しすぎる女子社員たち                                                                                                  | 12月17日 | GLAY'z             |        |
| タッソのコスプレM男いじめ                                                                                               | 12月20日 | へりぽビデオ       |        |
| 少年A | 12月23日 | アキノリ           |        |

| 2011年                                                                          | 2011年   | 2011年                           | 2011年         |
| タイトル                                                                        | 発売日   | メーカー                         | 備考           |
| ------------------------------------------------------------------------------- | -------- | -------------------------------- | -------------- |
| タイトスカートしか見たくない! 4時間                                             | 1月28日  | TMA                              | オムニバス作品 |
| 学校では見せない桃尻美少女の本性 橘ひなた                                       | 2月25日  | アキノリ                         |                |
| 酔い潰れた女をバレないように痴漢しちゃった俺。                                  | 3月5日   | アキノリ                         | オムニバス作品 |
| 旦那の同僚に犯されて 橘ひなた                                                   | 3月17日  | タカラ映像                       |                |
| 世界一ザーメンを大量に発射する男のぶっかけSEX                                   | 3月17日  | ROOKIE                           |                |
| 禁断の三角関係 同棲中に同居してきた彼女の妹とやっちゃった俺                     | 3月19日  | アキノリ                         | オムニバス作品 |
| S-Cute Bookmark 10 えっちなカラダ                                               | 3月27日  | S-Cute                           | オムニバス作品 |
| 夜勤中に居眠りしている看護婦を夜這いしちゃった俺                                | 4月7日   | アキノリ                         | オムニバス作品 |
| 二人のエステティシャンによる魅惑の同調マッサージ シンクロエステの世界へようこそ | 4月7日   | アキノリ                         | オムニバス作品 |
| いけない女たち                                                                  | 4月8日   | LEO                              | オムニバス作品 |
| 全国女子大生図鑑☆長野 ひなたちゃん 橘ひなた                                     | 4月25日  | ビッグモーカル                   |                |
| 憧れの教育実習生とこっそりやっちゃった俺                                        | 5月19日  | アキノリ                         | オムニバス作品 |
| 美少女肉壷扱い ひなた 橘ひなた                                                  | 5月26日  | ラマ                             |                |
| S-Cute Bookmark 13 イマドキ娘のエッチ事情                                       | 5月29日  | S-Cute                           | オムニバス作品 |
| 女子校生に授業中いきなりAVを見せたら静まりかえり生唾飲み込んでパンツを濡らした  | 6月4日   | ヒビノ                           | オムニバス作品 |
| ひなたの挑発チラリズム …従妹が小悪魔すぎて困るんです…                           | 6月13日  | アロマ企画                       |                |
| 絶対服従!ドSなお姉さん2人のM男責め!! 7                                          | 6月15日  | ジャネス                         |                |
| カフェ店員さん 今日のお仕事は中出し交尾◆ ひなた 橘ひなた                        | 6月24日  | サムシング                       |                |
| 陵辱・拘束・中出し 性奴隷お嬢さま 【妹・ゆう篇】                                | 7月2日   | 桃太郎映像出版                   |                |
| いいんちょっ!～フタリの関係が変わる瞬間～ 橘ひなた                              | 7月8日   | HERO                             |                |
| レズ レイプ RETURNS                                                             | 7月12日  | ジャネス                         |                |
| 優等生が集まる生徒会の中で行われるえげつないイジ                                | 8月5日   | フリーダム                       |                |
| ヤバイ関係にあふれ出す先走り汁!手を出してしまった妹の友達                       | 8月6日   | ヒビノ                           |                |
| 女子校生 イラマチオ 橘ひなた                                                    | 8月15日  | ワープエンタテインメント         |                |
| キャットウォーク ポイズン Vol.48 橘ひなた                                       | 8月18日  | キャットウォーク                 |                |
| 性欲処理課におちた妻 橘ひなた                                                   | 8月18日  | タカラ映像                       |                |
| 小便エステ                                                                      | 8月20日  | KEU                              | オムニバス作品 |
| ハイレグファンタジー ダブルアール 橘ひなた                                      | 9月2日   | ミル                             |                |
| 残酷放尿地獄 ～馬鹿笑いしながら男に小便をぶっかける黒髪少女～                   | 9月5日   | フリーダム                       |                |
| アキバ系オタク女子 制服少女狩り File.4女子校生ひなた 橘ひなた                   | 9月9日   | HERO                             |                |
| コスプレSEXシンドローム 橘ひなた                                                | 9月15日  | ワンズファクトリー               |                |
| あんどろメイド 5                                                                | 9月15日  | ケー・トライブ                   |                |
| キャットスーツの虜 02                                                           | 9月20日  | プールクラブ・エンタテインメント | オムニバス作品 |
| 露出デート 05 橘ひなた                                                          | 9月20日  | プールクラブ・エンタテインメント |                |
| むちむちブルマでオナニーのお手伝い                                              | 9月22日  | ディープス                       | オムニバス作品 |
| 女子校生のブルマと太もも ～むれむれブルマに埋もれた男達～                       | 10月5日  | フリーダム                       |                |
| 敏感乳首の男で発情する女 橘ひなた                                               | 10月16日 | ドグマ                           |                |
| 東京FUNKY GALS EX 09 橘ひなた                                                   | 10月28日 | ピエロ                           |                |
| 不覚にも嫁を保険屋に寝盗られた                                                  | 11月3日  | タカラ映像                       |                |
| 逆転レズビアン                                                                  | 11月4日  | 虎堂                             | オムニバス作品 |
| エロ腰騎乗位オナニー                                                            | 11月4日  | OFFICE K'S                       | オムニバス作品 |
| 放課後ソープランド 2                                                            | 11月5日  | アキノリ                         |                |
| 絶対に感じてはいけない病院24時間                                                | 11月5日  | ATOM                             |                |
| 凌辱ヒロインセーラー戦士                                                        | 11月11日 | TMA                              | オムニバス作品 |
| やっぱり、君が好き 美少女・微熱レズビアン ～第4章・ラブレター～                 | 11月15日 | ワープエンタテインメント         |                |
| いもうとLOVE 29                                                                 | 11月15日 | ケー・トライブ                   |                |
| 女子校生の性生活はM男いじめでアナル責め。 File.001                              | 12月25日 | 未来・フューチャー               |                |
| 女王様バイブル 7 M奴隷アナル拡張計画                                            | 12月25日 | 未来・フューチャー               |                |

| 2012年                                                                            | 2012年  | 2012年           | 2012年         |
| タイトル                                                                          | 発売日  | メーカー         | 備考           |
| --------------------------------------------------------------------------------- | ------- | ---------------- | -------------- |
| キチクリンカン103                                                                 | 1月7日  | アタッカーズ     |                |
| ペニバンレズキャットファイト 激エロ真剣(ガチ)イカセデスマッチ!!                   | 2月9日  | GARCON           |                |
| 催眠隷女 9号ヒナタ                                                                | 2月10日 | 催眠研究所       |                |
| 純愛レズビアン ON LIVE 06                                                         | 2月24日 | ピエロ           |                |
| 転校したら男は僕一人ぼっちだった…。 8                                             | 3月8日  | アキノリ         |                |
| キレイなお姉さんの背後から寸止め手コキ                                            | 3月15日 | ジャネス         | オムニバス作品 |
| 解禁初アナルSEX                                                                   | 3月19日 | クロス           |                |
| 女の意地とプライドを賭けたイカセ合いガチエロレズバトル ド派手黒ギャルVS清純美少女 | 4月5日  | GARCON           |                |
| ガニ股de指入れオナニー                                                            | 4月5日  | ジャネス         | オムニバス作品 |
| 若妻奴隷 調教の宿 ～夫に売られた二人の清楚妻～                                    | 4月7日  | マドンナ         |                |
| 犯された妹のアナル                                                                | 4月13日 | MOODYZ           |                |
| 激痛!絶叫!アナル2穴中出しSEX                                                      | 4月25日 | ダスッ!          |                |
| ひなた 4時間                                                                      | 5月13日 | 隼エージェンシー |                |
| 四つん這いで竿を後ろにされゆっくりアナル舐められスッポンチ○ポしゃぶりで口内発射   | 5月15日 | ジャネス         | オムニバス作品 |
| テレビで観たこと全部信じる妻とネットで知ったこと全部信じる夫                      | 5月25日 | バルタン         |                |
| BBS投稿シナリオ 二人の生徒会長 女子校生レズバトル 橘ひなたVSあずみ恋              | 7月5日  | ディープス       |                |
| 嬲棄山 捕われた少女 14                                                            | 9月21日 | MAD              |                |

## テレビ番組
- おとなの子守唄（サンテレビ、2013年1月）「ツルーカス監督の芸術は爆発だ!」コーナー出演。
- おとなの子守唄（サンテレビ、2013年7月）「コスプレでAVか～」コーナー出演。